# Прощание в июне
«Прощание в июне» — комедия в двух действиях Александра Вампилова, написанная в 1964 году. С этой многоактной пьесы, по мнению исследователей, Вампилов «начинается как драматург».
Впервые была опубликована в журналах «Ангара» (№ 1 за 1966 год) и «Театр» (№ 8 за 1966 год).
Первая постановка спектакля «Прощание в июне» состоялась в 1966 году в Клайпедском драматическом театре (режиссёр Вадим Допкюнас).

## История создания
По словам литературоведа Елены Гушанской, фабула пьесы была подсказана драматургу самой жизнью. Будучи студентом-филологом, Вампилов написал едкую эпиграмму на ректора вуза, которая быстро стала популярной. Спустя некоторое время в одной из общежитских комнат, куда нередко захаживал Вампилов, были найдены пустые бутылки. Автору сатирических стихов грозило исключение, и, если бы не вмешательство факультетской общественности, его уход из Иркутского университета оказался бы неизбежным.
Первоначально комедия называлась «Ярмарка». Точное количество её вариантов неизвестно — в разных театрах сохранилось множество редакций пьесы с авторской правкой. Так, иркутский товарищ драматурга Алексей Симуков утверждает, что ему известно о 17 вариантах. Вампилов менял коллизию, добавлял и удалял персонажей. К примеру, в одной из ранних версий сюжет построен вокруг конфликта Колесова с музыкантом Шафранским, требовавшим с героя выкуп за травмированную руку.
В письме заведующей литературной частью Московского театра имени Ермоловой Елене Якушкиной, датированном 1970 годом, Вампилов сообщал, что переработал пьесу «процентов на 75». Менялись и названия: «Ночь в июне», «Свидание в предместье», «Середина лета», «Прощание в июне».
В итоге была признана та редакция пьесы, которая уже после смерти Вампилова вошла в сборник «Избранное», выпущенный в 1975 году издательством «Искусство».

## Действующие лица
- Колесов — студент 5-го курса биологического факультета
- Букин — студент геологического факультета, жених Маши
- Фролов — однокурсник Колесова; много лет безнадёжно влюблён в Машу
- Гомыра — студент геологического факультета, друг Букина
- Репников — ректор университета, отец Тани
- Золотуев — владелец большого загородного дома
- Таня — студентка, дочь Репникова
- Маша — студентка биологического факультета, невеста Букина
- Репникова — жена ректора, мать Тани
- Весёлый, Серьёзный, Красавица, Комсорг, Строгая — студенты
- Милиционер

## Сюжет

### Действие первое
Первая встреча Тани и Колесова происходит на автобусной остановке, возле афишной тумбы с портретом эстрадной певицы Голошубовой. Колесов почти с ходу приглашает приятную незнакомку на свадьбу к друзьям, называет адрес, но Таня отказывается.
Затем действие переносится в студенческое общежитие, где за накрытыми столами сидят жених и невеста — Маша и Букин, а также их многочисленные друзья. Все ждут Колесова, который обещал «прийти с самой симпатичной девушкой в городе».
Вскоре в комнате появляется ректор Репников, совершающий обход общежития. Внезапно распахивается окно, в комнату впрыгивает Колесов и, не заметив ректора, бросается к выключателю. Потушив свет, он объясняет, что за ним гонится милиция. Оказывается, он пришёл в гостиницу, где остановилась певица Голощёкина, чтобы пригласить эстрадную диву на свадьбу, но повздорил с одним из музыкантов и, как позже пояснил милиционер, «нанёс ему телесные повреждения».
Колесова уводят. Репников даёт понять, что дебоширу грозит отчисление.
В этот момент в комнате появляется Таня.
Получив 15 суток, Колесов «отбывает срок» вдвоём с Золотуевым — 58-летним мужчиной, которого наказали за то, что он на городской площади выкопал орхидею для своей дачи. Милиционер приводит их на кладбище и указывает на старую ограду, которую нужно разобрать. Едва «арестанты» нехотя приступают к работе, как появляются Маша и Таня. Они приносят плохие вести: приказа об отчислении пока нет, но ректор говорит, что всё уже решено. При этом Таня признаётся, что из-за Колесова она поссорилась с отцом.
Спустя несколько дней Колесов сам приходит домой к Репникову, чтобы объяснить, что давно занимается серьёзной научной работой, а отчисление в канун государственных экзаменов — это для начинающего учёного серьёзная потеря времени. Разговор складывается нервно, ректор фактически выставляет визитёра из квартиры.
Таня в знак протеста уходит из дома.

### Действие второе
Понимая, что возвращение в вуз не состоится, Колесов соглашается работать сторожем-садовником на даче у Золотуева. Здесь его и находит Таня, которая всю ночь бродила одна по городу. Молодые люди переходят на «ты» и договариваются встретиться вечером.
Их свиданию предшествует появление Репникова. Ректор просит, чтобы Колесов оставил его дочь в покое, обещая взамен получение диплома.
Весь день Колесов пребывает в рассеянной задумчивости. Когда Таня приходит, он объявляет, что встреч у них больше не будет.
На выпускном вечере Колесов чувствует себя неуютно и прибытие на торжество Тани воспринимает поначалу холодно. Его волнует вопрос, сможет ли девушка простить, если узнает, что стала предметом торга.
Между тем торг продолжается: Репников, видя, что молодых людей тянет друг к другу, предлагает Колесову поступление в аспирантуру — в обмен на окончательный разрыв с Таней. Колесов решает всё рассказать девушке. Она ошеломлена: «Ты выиграл время, теперь ты своего добьёшься… Всё будет по-твоему… Без меня».
После Таниного ухода Колесов на глазах у однокурсников рвёт свой диплом и бросает его на стол: «Я за него заплатил».
В конце пьесы Колесов ждёт Таню на той же самой улице, где они познакомились. Он вновь приглашает девушку на свидание, она отвечает: «Счастливо оставаться».

## Критика

### Колесов и Таня
Поступок Колесова кажется неожиданным, ничем не подготовленным. Но, зная героев Вампилова, их провинциальную, дикую, хулиганскую свободу, <…> понимаешь и веришь, что это есть их нравственный компас, который скорректирует их жизненный маршрут.
Знакомство с пьесой создаёт впечатление, что в ней рассказывается о любви и предательстве. Однако в предисловии к сборнику «Вампилов. Избранное» (1975) театральный критик Александр Демидов писал, что «не следует переоценивать масштабы любви героев и искать в пьесе тему предательства чувства, драматического заблуждения, роковой ошибки. <…> О любви героев в строгом смысле слова в пьесе нет и речи».
С этой точкой зрения согласна и Елена Гушанская, которая в книге «Вампилов. Очерк творчества» (1990) утверждает, что «к моменту расплаты за своё мелкое хулиганство, явившееся, впрочем, последней каплей в застарелом конфликте героя с ректором, Колесов не только не успел полюбить Таню, но даже навряд ли успел разглядеть её как следует. Образ темы — история любви Колесова и Тани — и её, так сказать, реальное, конкретное воплощение не совпадают. Любви Колесова и Тани в пьесе попросту почти нет, хотя, казалось бы, пьеса посвящена именно ей».
Литературовед Ирина Канунникова, отметив кольцевую композицию и притчевый характер пьесы, подчёркивает, что Колесов предаёт не Таню, а свои собственные убеждения: «В финале он рвёт злополучный диплом, за который так дорого заплатил. Спасёт ли это разрушенные отношения, вернёт ли душевный покой и былую уверенность в своих силах? Этот вопрос Вампилов оставляет открытым».

Последний диалог Колесова и Тани — постскриптум, внешняя концовка, финал после финала. Любовь Колесова и Тани — намёк на будущее, и не он решает, быть ли, нет ли Колесову личностью. Наоборот, любовь случится или не случится в зависимости от того, освободится Колесов от золотуевской морали или не освободится.

### Колесов и Репников
Борис Сушков в книге «Александр Вампилов: Размышления об идейных корнях, проблематике, художественном методе» (1989) обозначает основные идеи комедии — это «консервативный конформизм „отцов“ и разбойничья „беззаконность“ молодости». Внутренний же конфликт связан с тем девизом, который провозглашён Профессором из пьесы Карела Чапека «Разбойник»: «Молодость нужно сломить!»
Репников, по мнению литературоведа, в своё время прошёл тот же путь, недаром он в разговоре с Колесовым признаётся: «У нас с вами есть нечто общее… Когда я рвался в науку с таким же нетерпением, со мной случилось нечто подобное».

### Золотуев
Мотив морального искушения трижды повторяется в пьесе, каждый раз в новом ракурсе, с разным исходом, в разных обстоятельствах. <…> Третий вариант связан с Золотуевым, который никогда не сомневался в допустимости нравственного торга. Доказательству этого тезиса Золотуев посвятил всю свою  жизнь, но ревизор спустя много лет всё равно не взял.
В момент откровенности Золотуев рассказывает Колесову историю о мяснике, которому довелось столкнуться с неподкупным ревизором: тот отказался от взятки и отправил «грешника» за решётку. Спустя годы мясник решил разбогатеть, принести ревизору 20 тысяч рублей и заставить в ответ произнести одну фразу: зря я человека посадил.
Этот монолог Золотуева, поведавшего на самом деле о собственной житейской драме, необходим для того, чтобы «подвести действие комедии к сверхидее». Речь идёт об искушении, о «мефистофельской сделке»: «Твердость убеждения Золотуева заразила Колесова — и состоялась сделка студента и ректора, и молодой человек, не имеющий собственных убеждений, готов начать бесчестную жизнь. Именно после исповеди Золотуева о взяточничестве, о том, что каждый человек — товар, к Николаю Колесову приходит Репников».

## Сценическая судьба
В 1965 году, по воспоминаниям писателя Вячеслава Шугаева, состоялось знакомство Вампилова с Алексеем Арбузовым, который прочитал пьесу «Ярмарка» и хорошо о ней отозвался. Однако никаких рекомендаций от именитого драматурга в столичные театры не последовало.
За пьесу пыталась хлопотать Елена Якушкина, но главный режиссёр театра имени Ермоловой отказался от комедии под предлогом, что «это не для нашего театра». В письме Вампилову Якушкина также сообщает, что она лично разговаривала с Анатолием Эфросом, возглавлявшим в ту пору театр Ленинского комсомола, и тот обещал ознакомиться с пьесой.
Наконец, в 1966 году главный режиссёр Клайпедского драматического театра Повилас Гайдис рискнул взять комедию. Это стало сигналом для других трупп, и через четыре года «Прощание в июне» шло уже в восьми театрах страны.
Первая московская постановка «Прощания в июне» состоялась в 1971 году на сцене драматического театра имени Станиславского. Приглашённый режиссёр Александр Товстоногов доверил роль Колесова Эммануилу Виторгану, который, по утверждению Елены Гушанской, «был идеально полным воплощением социального героя, олицетворением сильного, упорного, целеустремленного человека». Однако Вампилова выбор режиссёра не устроил. В письме Елене Якушкиной он сообщил: «Я стал настаивать на замене или назначении второго исполнителя». В результате Колесова сыграл другой актёр — Василий Бочкарев.

## Экранизация
- 1968 — «Государственный экзамен» / Staatsexamen — телефильм производства ГДР, режиссёр Гельмут Матиазек[15]
- 2003 — «Прощание в июне» — российский фильм, режиссёр Сергей Ломкин